# Pélos Katsélis
Pélos (Pelopídas) Katsélis (en grec moderne : Πέλος Κατσέλης), né en 1907 à Nazilli (région de Smyrne en Asie mineure) et mort le 19 août 1981 à Athènes (Grèce), est un acteur et metteur en scène grec, également professeur de théâtre.

## Biographie
Pélos Katsélis nait à Nazilli (région de Smyrne en Asie mineure) en 1907.
Il commence sa carrière au théâtre en tant qu'acteur, mais se tourne rapidement vers la mise en scène. En 1939, il prend la direction de la troupe d'animation du Théâtre national, Árma Théspidos. Pendant les années de guerre civile, il est suspendu de ses fonctions du Théâtre national en raison de ses vues à gauche.
Il écrit également des articles et des critiques, ainsi que plusieurs études sur William Shakespeare.
Son épouse, Aléka Katséli, est une actrice avec qui il a eu deux filles, Nóra (el) et Loúka.
Pélos Katsélis est mort à Athènes le 19 août 1981.